# Karel Steiningel
Karel Steiningel (* 20. dubna 1943) je bývalý český fotbalista, záložník.

## Fotbalová kariéra
V československé lize hrál za Spartu Praha a Škodu Plzeň. Nastoupil ve 25 ligových utkáních. V roce 1965 získal se Spartou mistrovský titul. V Poháru vítězů pohárů nastoupil ve 2 utkáních a dal 1 gól.

## Ligová bilance
| Ročník                                   | Zápasy | Góly | Klub                   |
| ---------------------------------------- | ------ | ---- | ---------------------- |
| 1. československá fotbalová liga 1961/62 | 11     | 0    | Spartak Praha Sokolovo |
| 1. československá fotbalová liga 1964/65 | 6      | 0    | Sparta Praha           |
| 1. československá fotbalová liga 1967/68 | 8      | 0    | Škoda Plzeň            |
| CELKEM                                   | 25     | 0    |                        |